# Șmig, Sibiu
Șmig este un sat în comuna Alma din județul Sibiu, Transilvania, România.

## Istoric
De la prima atestare, 1317, satul Șmig (germ. Schmiegen, mag. Somogyom)
este menționat în forma possesio Sumugun
(1317), terra seu possesio Symyg (1325),
Sumugy (1352)[1],
possesio Sumugyon (1389) Somog (1392), Somogu (1395)[2],
Somogyon (1587-1589 – în Adatok a dezsma fejedelemségkori
adminisztráción jahóz – Date cu privire la administrarea dijmelor pe timpul
principatului, Cluj, 1945), Smig
(1733 – în conscriptia Klein), Somogyon
(1760-1762 – în conscripția Buccow), Smiegen
(1850 – în Statistica Transilvaniei din
1830 și 1850), Somogyom, Schmiegen, Smig (1854 - în Buletinul Guberniului Provinciale pentru Marele Principat Transilvania).
Așezarea era numită de sași Schmiegen,
probabil cu semnificația a șerpui, a îndoi,
a mlădia,
datorită văii care se îndoaie ca un șarpe printre șirurile de dealuri. Thomas
Nägler, în cartea dedicată așezării sașilor în Transilvania, înscrie numele
satului Șmig (Schmiegen) în lista sa, fără să ofere o explicație legată de originea oiconimului. Trebuie remarcat însă că primul proprietar cunoscut al moșiei Șmig menționat documentar, este nobilul Symon de Szalók, care deținea proprietăți și în comitatul Somogyi de pe teritoriul Regatului Ungariei, iar asemănarea dintre cele două denumiri (Somogyi – Somogyom) nu poate să fie întâmplătoare. Este posibilă o apropiere toponimică între Somogyi și Somkút (Șmocuta Mare – Șomcuta Mică), de la mag. som = corn și kút = fântână[3].
Numele localității este pomenit prima dată într-un document datat în 29 martie 1317. La acea dată, moșia Sumugun aparținea, alături de Dârlos și Alma, banului Symon. Documentul din 1317 arată că orice oameni de stare slobodă, care ar veni și ar dori să se așeze pe pomenitele moșii, să se poată aduna slobod și să stea acolo netulburați, sub osebita noastră ocrotire. Când afirmă că acordă libertate și protecție celor care doresc să se așeze în Șmig, Alma și Dârlos, regele Ungariei, Carol Robert de Anjou, se referă cu siguranță la coloniștii sași. Regruparea românilor, în majoritate iobagi, pe alte moșii era puțin probabilă. Cert este că sașii se stabilesc într-un număr destul de mare în zonă și formează în Șmig, Alma și Giacăș comunități catolice bine organizate, încadrate sistemului administrativ al Transilvaniei.
În 1325, după moartea lui Symon, moșia Șmig revine lui Mihail (Mychaelis), Toma (Thomas) și George (Georgius), copiii banului. Deși frații se angajaseră să se sprijine reciproc și să stăpânească în pace și bună înțelegere moștenirea (in pacifica possessione terrarum seu hereditatum predictarum se invicem indefesse conservare), anii care au urmat au fost marcați de litigii. În 1334, frații Nicolae (Nicolaus), Dumitru (Demetrius) și Iacob (Jacob) își împart între ei moșiile moștenite de la tatăl lor. Nicolae, care primește Dârlosul, intră în conflict, în 1355, cu urmașii fratelui său vitreg, Mihail de Alma și Șmig (Johann, Petrus, Symon și Jacob) pentru pădurea Nobyk = Făgetul Mare (sylva Nobyk), azi Bic, așezată la hotarul dintre Dârlos, Alma și Șmig. Litigiul trebuie să se fi rezolvat mulțumitor pentru ambele părți, pentru că, așa cum reiese din documentul emis de capitlul bisericii Transilvaniei, în 1 august 1355 , ei căzuseră la înțelegere în privința modului de împărțire a pădurii Făgetul Mare și doreau să se bucure în pace și liniște de proprietatea lor. Documentul descrie cu minuțiozitate modul în care s-a realizat hotărnicia și punerea în posesie. Pentru marcarea hotarului au fost folosite movile de pământ, prima fiind așezată în partea de jos a pădurii, sub un ulm. Mergând spre miazăzi, se ajungea la mijlocul zonei împădurite, unde s-a așezat ca semn de hotar altă movilă de pământ. Mergând mai departe, se poposea în vârful unui deal, lângă o vie, unde a fost așezat al treilea semn de hotar. De acolo, hotarul cobora printre terenuri arabile și se îndrepta către râul Târnava, străbătând mai întâi o albie seacă. Partea de est a pădurii Bic, împreună cu via anterior menționată, a revenit fiilor lui Mihail de Alma și Șmig - Johann, Petrus, Symon și Jacob. Partea dinspre apus a revenit lui Nicolae de Dârlos. Împărțirea a fost mulțumitoare, cele două părți primind partea de pădure din vecinătatea moșiei pe care o aveau în stăpânire: Alma – în cazul fiilor lui Mihail și Dârlos pentru Nicolae. 
Un comite care-și spunea Nicolae de Șmig (comitem Nicolaum dictum de Sumugy) zis Wos cel Mare (dictus Wos maior) este menționat în documentul emis la 21 decembrie 1332, la Vișegrad, de voievodul Transilvaniei, Toma Szécsényi. Nicolae amintit în acest document ar putea fi fiul banului Symon sau alt nobil care deținea o parte din moșia Șmig. El era, la data redactării documentului, slujbaș în Sântimbru și avea o proprietate și o casă în Teiuș. În calitatea sa de slujbaș regal în Sântimbru, a stabilit, cu ajutorul vecinilor și megieșilor, după cum ne informează documentul din 1332, hotarele moșiei Sava din comitatul Dăbâca, confiscată de la Corrard din Geoagiu, punându-l în posesie pe magistrul Ștefan Pagan, castelanul din Târnava. Perioada cât a deținut această demnitate nu este cunoscută. Nu se știe cu certitudine dacă era comite de Alba sau comitele unei cetăți, cum ar fi Teiuș. Ca reprezentant al autorității comitatense, alături de juzii nobiliari, Nicolae de Șmig ar fi avut atribuții judecătorești. Locul de întrunire al scaunului de judecată al comitatului Alba era Sântimbru, întrunirile fiind ținute la octavele (a opta zi) unor sărbători religioase importante. Competența de judecată a comitelui și a juzilor nobiliari se limita la pricinile mărunte, care țineau mai ales de domeniile nobiliare și vizau populația nenobilă. Ei primeau o parte din gloabele (taxele) impuse cu ocazia judecății părților implicate în litigiu. Sentințele pronunțate erau consemnate în scris, în documente comitatense întărite cu sigiliului comitelui sau al juzilor nobiliari. Documentul din 1332 arată că scaunul de judecată comitatens, în cazul în care la acea dată comitele era altă persoană și nu voievodul Transilvaniei, nu avea competență în cazurile penale ale nobilimii. 
Nicolae de Șmig s-a plâns mai întâi vicevoievodului Transilvaniei și juzilor nobiliari ai comitatului Alba de o silnicie produsă de Corrard, fiul lui Nicolae de Geoagiu (care avea un domeniu în Geoagiu de Sus, Stremț, județul Alba). Corrard se face vinovat de încălcarea proprietății din Teiuș a comitelui Nicolae de Șmig, de uciderea unui slujitor și de mutilarea altuia. Pentru că nu s-a prezentat în fața instanței de judecată și nici nu a răspuns în vreun fel somațiilor pe care le-a primit în repetate rânduri, Corrard pierde dreptul de proprietate asupra moșiei Sava din comitatul Dăbâca în favoarea lui Ștefan Pagan și este condamnat la moarte de voievodul Transilvaniei . Decizia de condamnare la moarte a lui Corrard din Geoagiu, care a devastat casa din Teiuș a comitelui Nicolae de Șmig și i-a ucis un slujitor, mutilându-l pe cel de-al doilea, a fost luată de voievodul Transilvaniei, Toma Szécsényi, după o Adunare ținută la Turda (17 ianuarie 1332) și după consultarea Capitlului bisericii Transilvaniei din Alba Iulia.
În perioada care a urmat, Nicolae de Dârlos a primit de la nepoții săi, fiii banului Mihail de Alma și Șmig, o suprafață de pământ în interiorul moșiei Șmig. Datorită neînțelegerilor care au apărut, aceștia au cerut ulterior unchiului lor să renunțe la ea în schimbul a 20 de mărci de argint. Pentru că probabil nu dispuneau de această sumă, au zălogit pe durata unui an o parte din pădurea Nobyk, proprietatea lor. După expirarea timpului, banul Nicolae de Dârlos a intrat în proprietatea întregii păduri, care va fi răscumpărată abia în 1360, în urma intervenției capitlului Transilvaniei de la Alba Iulia. 
Conflictul dintre Nicolae de Dârlos și fiii lui Mihail de Alma și Șmig (Jacob, Petrus, Johann și Symon) pare să se fi stins în 1360, când capitlul bisericii Transilvaniei consemnează înțelegerea între părți privind împărțirea a cinci moșii: Alma, Șmig, Giacăș, Dârlos și Băbuț. Fiilor lui Mihail le este confirmat dreptul de proprietate asupra Șmigului, Almei, Giacășului (hotarele lor fiind stabilite prin documentul în care cele două părți își împart între ele pădurea Nobyk) și jumătate din moșia Băbuț. Nicolae moștenește moșia Dârlos și cealaltă jumătate a moșiei Băbuț. Actele anterioare, cu excepția celui referitor la împărțirea pădurii Bic, au fost declarate nule. Pentru a reconfirma înțelegerea privind pădurea, părțile cer capitlului bisericii Transilvaniei să se copieze integral, în cuprinsul documentului emis la 7 mai 1360 , documentul din 1 august 1355. 
Alt conflict între urmașii banului Symon este consemnat în documentul emis la Sântimbru, în 4 mai 1358, de vicevoievodul Transilvanniei, Dominic . Fiii lui Mihail de Alma și Șmig, Ioan (Johann), Simion (Symon) și Iacob (Jacob), în numele lor și al fratelui lor dinspre mamă, Petru (Petrus) – care nu era prezent la întâlnirea cu vicevoievodul Transilvaniei și nici nu le-a dat o scrisoare de împuternicire – au intrat în litigiu cu Balad, (Baladfi), fiul lui Toma (Thomas) stabilit la Chendu Mic și nepot al banului Symon Szalók, și cu frații lui, Ștefan și Conya, pentru împărțirea moșiilor moștenite. Și deși inițial și-au manifestat intenția de a apela la scaunul de judecată pentru rezolvarea conflictului, ulterior au convenit în fața vicevoievodului Transilvaniei să apeleze la juzii comitatensi. Conform documentului, aceștia urmau să se întrunească în Ozd, în 27 mai 1358, însoțiți de opt nobili din comitat ca martori, și, pe baza documentelor prezentate de părți, să stabilească ce se cuvine fiecărui moștenitor al banului Symon. Cei aflați în litigiu își asumau obligația de a prezenta scrisorile și actele pe care le aveau în posesie pentru a-și dovedi dreptul de moștenire, actele care nu vor fi prezentate fiind lovite de nulitate. Părțile se angajează să recunoască validitatea decizie juzilor, iar pentru nerecunoaștere să plătească celeilalte părți suma de șase mărci de argint. Decizia juzilor fost adusă la cunoștință cancelariei voievodale în 30 mai 1358, după întâlnirea de la Ozd, așa cum se consemnează în documentul din 4 mai 1358, pe verso. Juzii nobiliari au adus la cunoștința autorităților că părțile au acceptat vechea împărțire a moșiilor moștenite. 
Între membrii marii familii a banului Symon de Szalók se declanșează un nou conflict în a doua jumătate a secolului al XIV-lea, obiectul litigiului fiind două proprietăți din comitatul Zala, de pe teritoriul Regatului Ungariei (possessiones Gereche et Bekchebel … in comitatu Zaladiensi). Implicați sunt Valentin (Valentinus), Ioan (Johannis) și Marcu (Mark) – fii lui Iacob, fiul banului Symon, Ștefan (Stephan), Toma (Thomas) și Ladislau – fii lui Nicolae de Dârlos, Ioan (Johannis), fiul lui Petru (Petrus), fiul lui Mihail de Alma (Mychaelis de Almas), Ladislau, Mihail (Mychaelis), Paul (Paulus) și Matei (Mathia), fii lui Iacob (Jakob), fiul lui Mihail de Șmig pe de o parte și Balad și Ștefan, fii lui Thomas, fiul banului Symon, pe de altă parte . Litigiul este rezolvat de capitlul bisericii Transilvaniei în anul 1380, documentul fiind emis în 12 ianuarie. Conflictul privind moștenirea moșiilor banului Symon de pe teritoriul Ungariei a fost redeschis în anul 1451 și a vizat domeniile și părțile de domenii din Zenth Marthon, Kysland, Zedege, Cyneghefewlde, Wenecze, Bykalya, Janoch, Perenye, Chornoha, Bosfalwa, Egres, Bekch și Gereche, din comitatul Zala. Disputa dintre ramurile Cykmanthor și Kemer a familiei Szalók s-a finalizat cu decizia ca o pătrime a posesiunilor să revină Kemerilor, iar trei pătrimi celorlalți pentru că au scris reclamația la curtea regală și au plătit 2/3 din cheltuieli. S-a decis ca în cazul în care Kemerii nu au urmași, părțile lor să revină ramurii Cykmanthor din Șmig și Chendu. Dacă unii dintre urmașii celor din neamul Cykmanthor (Țigmandru) dispar, moștenirea lor să revină Kemerilor.
Alte știri despre urmașii banului Symon indică implicarea acestei familii nobiliare în problemele administrative și juridice ale zonei. Într-un document emis la Vișegrad, în 7 august 1364, de regele Ungariei, Ludovic I de Anjou, sunt menționați Iacob, fiul lui Mihail de Șmig, și Ioan de Alma (Jacobus, filius Mychaelis de Sumig, sive Johannes de Almas), chemați ca martori pentru trecerea moșiei Proștea în proprietatea prepozitului Sibiului, Paul. Actul ar putea sugera că satul Șmig a revenit lui Iacob, iar Alma fratelui acestuia, Ioan. Iacob, fiul lui Petru de Alma și Paulus, fiul lui Iacob de Șmig sunt martori, la punerea în posesia unei moșii a lui Paul de Baczmadaras. Documentul care îi menționează a fost emis la 15 aprilie 1392 de regele Ungariei, Sigismund de Luxemburg.

## Tezaurul de la Șmig
În locul numit Corbu (Korbuj) s-a descoperit fortuit, în două etape, în cursul anului 1880[4], un tezaur cu obiecte de aur (531,95 grame) și de argint, intrate inițial în colecțiile Muzeului Brukenthal din Sibiu, Muzeului Național de Istorie a Transilvaniei Cluj-Napoca și a Muzeului Național Maghiar din Budapesta (cea mai mare parte a pieselor). Informații despre tezaurul de la Șmig au fost publicate la scurtă vreme după descoperire de Friedrich Teutsch în ziarul Românul și în numărul III al publicației Korrespondenzblatt der Vereins für Siebenbürgische Landeskunde, apărută la Sibiu, în 1880[5].
Piesele au fost prezentate ulterior în Repertoriul arheologic pentru Ardeal al lui Iuliu Marțian[6].
Analize succinte ale pieselor din tezaurul descoperit la Șmig se găsesc în cărțile Getica. O protoistorie a Daciei a arheologului Vasile Pârvan[7]
și Der Stand der Vorgeschichte forschung in Rumänien a lui Ioan Nestor[8].
Alte mențiuni ale tezaurului pot fi identificate în lucrările lui Roska Marton, Kurt Horedt și Dorin Popescu etc[9].
Obiectele de mici dimensiuni se aflau într-un vas de bronz, care era așezat, la rândul său, într-unul de dimensiuni mai mari din ceramică. Tezaurul este compus din aur brut (o bucată de 43 grame), 26 de falere (lat. phalera = element de podoabă de formă rotundă), o brățară cu secțiunea plan-convexă, 18 inele de buclă, prinse în formă de lanț, 13 bucăți de sârmă spiralică de aur, 158 de mărgele din aur de diferite mărimi și cinci mărgele din argint.

## Ultimii moșieri

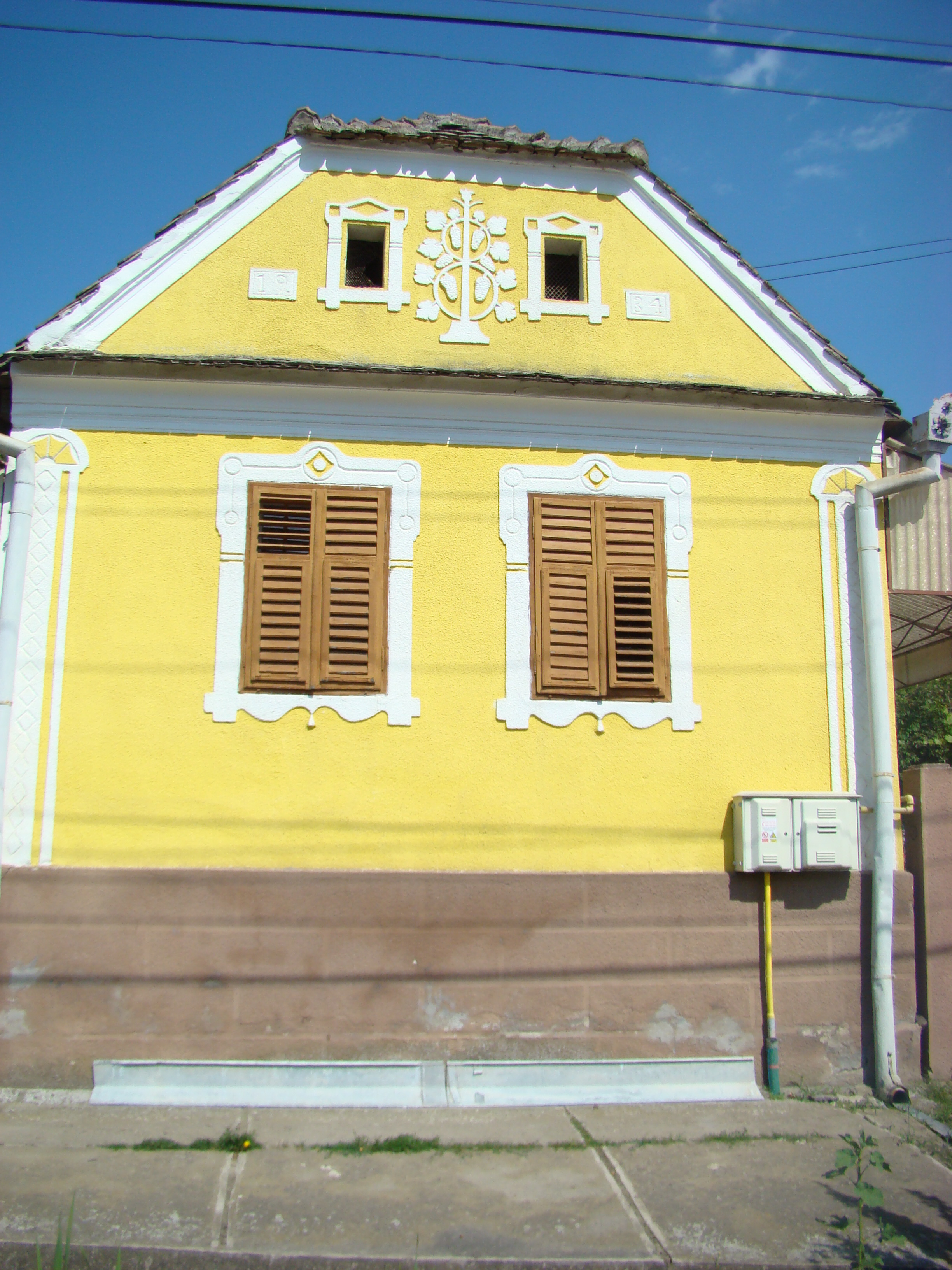
Casă tradițională

Dincolo de podul peste valea Șmigului se află un drum care urcă spre fostul conac al nobilului Tolnai (demolat în 1959) și la un grup de case, construite în imediata lui apropiere. Locul ales de familia nobiliară Tolnai de Selyei pentru construcția conacului avea forma unui triunghi, limitat pe două laturi de văi și pe una de un deal, care se curba mlădios. Acolo au fost odinioară grajdurile moșierului Papp Márton, fost locotenent de honvezi, decedat în 6 august 1893, și ale fiului său, Papp Kálmán, proprietari ai conacului înălțat de familia Tolnai. În spatele conacului se află zona Țecheș, unde slugile moșierului și-au construit cândva căsuțe sărăcăcioase. Papp Kálmán, ultimul mare proprietar de pământ din Șmig, era numit de localnici armeanul, pentru că provenea din comunitatea armenilor din Dumbrăveni. Armeanul a transformat fostul conac al lui Tolnai într-un cămin confortabil, cu canalizare și electricitate furnizată de moară. Sub el, o pivniță generoasă oferea adăpost nenumăratelor recolte obținute pe întinsa sa moșie. Pe lângă moara cumpărată de la Horváth Márton, ajunsă ulterior în proprietatea obștii din Șmig, mai avea o casă mare, cumpărată de obște și apoi de Nicolae Fetean. 
Înaintea primului război mondial și a reformei agrare, Papp Kálmán avea în Șmig moșie întinsă, cu terenuri arabile, vie, pădure și … automobil. Era activ în Asociația culturală maghiară EMKE, fiind implicat în Adunarea jubiliară din 8 septembrie 1911 . Reforma agrară din 1921 i-a limitat moșia. Comisia de expropriere i-a inventariat nemilos proprietatea: 21 iugăre 1479 stânjeni intravilan, 432 iugăre 30 stânjeni loc arător, 5 iugăre 177 stânjeni fânaț, 29 iugăre 810 stânjeni vie, 177 iugăre 335 stânjeni pădure, 476 stânjeni teren neproductiv, în total 666 iugăre 107 stânjeni. Dar lovitura de grație a primit-o, ulterior, de la o bancă. În plină criză economică a avut proasta inspirație să împrumute sume mari de bani, cu dobânzi ridicate (cca. patru milioane și jumătate lei). După 1936, Banca Evreiască din Mediaș care îl creditase, i-a scos proprietățile la licitație. Obștea Șmigului dorea să-i cumpere moșia, dar nu dispunea de banii necesari. Conform tradiției orale, un preot sas ar fi plănuit să aducă din zona Brașovului 50-60 de familii săsești, pe care să le așeze pe moșia lui Papp Kálmán. Banii pentru cumpărarea terenului urmau să fie luați de la o bancă săsească din Sibiu. Datoria urma să fie achitată de cei colonizați, eșalonat pe 10-12 ani, din vânzarea bunurilor și a terenurilor deținute în zona de baștină. În acest scop, o delegație a sașilor brașoveni a vizitat casa parohială evanghelică de câteva ori. Lângă proprietatea intravilan a bisericii luterane locuia Iustin Man. Acesta a înțeles planul preotului sas și, pentru a-l zădărnici, a pregătit o ceată de feciori care, în timpul unei vizite a delegației brașovene, a lovit acoperișul casei parohiale cu pietre și lemne. Când delegația a primit ploaia de pietre și amenințările cu moartea, s-a retras pe ușa din spate a casei parohiale și a renunțat definitiv la proiect. După aceea, s-a format obștea satului Șmig (Cooperativa Ardeleana), care a luat asupra sa datoriile armeanului și pământul a fost vândut locuitorilor, fiecare cumpărând după puterea buzunarului. Obștea a rămas cu o datorie importantă la bancă, pe care a achitat-o în perioada inflației monetare din timpul celui de-al doilea război mondial. Lui Papp Kálmán i-au rămas casa, curtea și o grădină de 21 iugăre 1479 stânjeni. A murit sărac, la aproape 90 de ani, lăsând în urma sa o soție bătrână, săracă și bolnavă. Fiii care l-au moștenit, i-au demolat conacul, în locul său înălțându-se astăzi câteva case.
Altă casă impunătoare se înălța în imediata apropiere a unui pod. Aceasta a aparținut lui Horváth Marton, alt mare proprietar din Șmigului anilor antebelici. De la el a fost cumpărată de comunitate pentru a servi ca sediu al primăriei în perioada interbelică. Lângă ea a fost construită clădirea școlii primare de stat și locuința directorului. Ceva mai sus, pe deal, se înălța odinioară altă casă a familiei Tolnai, cumpărată de comunitate cu destinația post de jandarmi. A fost demolată prin 1959, iar bârnele ei au servit ca material de construcție pentru clădirea Căminului cultural.
Horváth Márton deținea pe teritoriul satului Șmig, înaintea exproprierii de după primul război mondial, două moșii: una înscrisă pe numele său, cu 307 iugăre 520 stânjeni, și alta împreună cu soția sa, Roxer Jolan, cu suprafața totală de 289 iugăre 1381 stânjeni. Prima moșie, ceva mai mare decât cea de-a doua, avea un intravilan de 5 iugăre 1316 stânjeni, 225 iugăre 1115 stânjeni loc arător, vie cultivată pe 10 iugăre 826 stânjeni, pădure de 63 iugăre 673 stânjeni și un iugăr 1390 stânjeni teren neproductiv. Cea de-a doua moșie se compunea din 7 iugăre 1306 stânjeni intravilan, 210 iugăre 1456 stânjeni arabil, 39 iugăre 1151 stânjeni fânaț, 10 iugăre 98 stânjeni vie și 21 iugăre 570 stânjeni pădure. Horváth Márton a murit în 1919, lăsând în urma sa cinci urmași. Imediat după decesul lui Horváth Márton, în 1 noiembrie 1919 și 17 aprilie 1920, o parte din moșia lui din Șmig a fost vândută de coproprietari lui Leontin Boian și altor localnici. Unul dintre urmași, Horváth Pál, a plecat, în toamna anului 1919, în Ungaria, de unde s-a întors în noiembrie 1921. Această deplasare i-a adus serioase prejudicii. A fost declarat absenteist și, conform Legii de reformă agrară, i s-a confiscat partea din moșia tatălui său care i se cuvenea. A obținut-o în instanță după lungi demersuri și sume fabuloase cheltuite cu avocații. 
De la mica biserică ortodoxă cu hramul Sfintei Treimi, drumul se bifurcă ducând spre Valea Curciului (cu acces spre acest sat) și spre Răriște, un hotar aflat odinioară în grija răpândanului. Aici se află casele parohiale ortodoxă și fostă greco-catolică. În fața celei dintâi se înălța impunător conacul inginerului Onoriu Tilea, fiul preotului greco-catolic Ioan Tilea. Biserica greco-catolică a fost inclusă, în 1920, pe lista marilor proprietari de pământ, a căror moșii au fost inventariate înaintea punerii în aplicare a legii de expropriere. Deținea în proprietate, la acea dată, o suprafață totală de 51 iugăre 1387 stânjeni (2 iugăre 631 stânjeni intravilan, 43 iugăre 18 stânjeni arător, 392 stânjeni vie și 6 iugăre 346 stânjeni pădure). Moșie cu întindere semnificativă avea, în 1920, și biserica luterană din Șmig: 39 iugăre 1261 stânjeni (1 iugăr 1510 stânjeni intravilan, 31 iugăre 1222 stânjeni arabil, 1 iugăr 600 stânjeni vie și 4 iugăre 926 stânjeni pădure) . 

## Biserica evanghelică

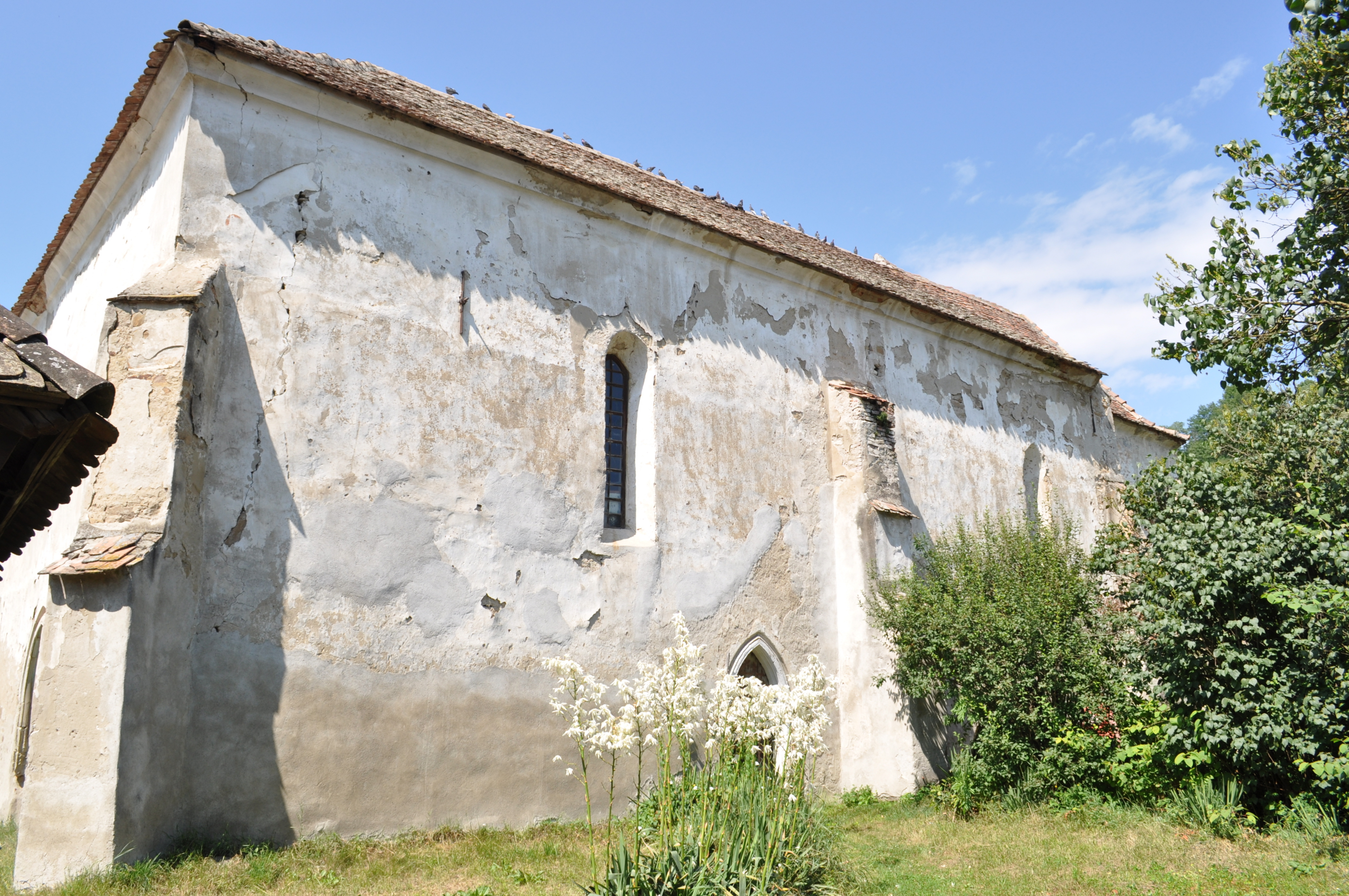
Biserica evanghelică din Șmig, foto: iulie 2016.

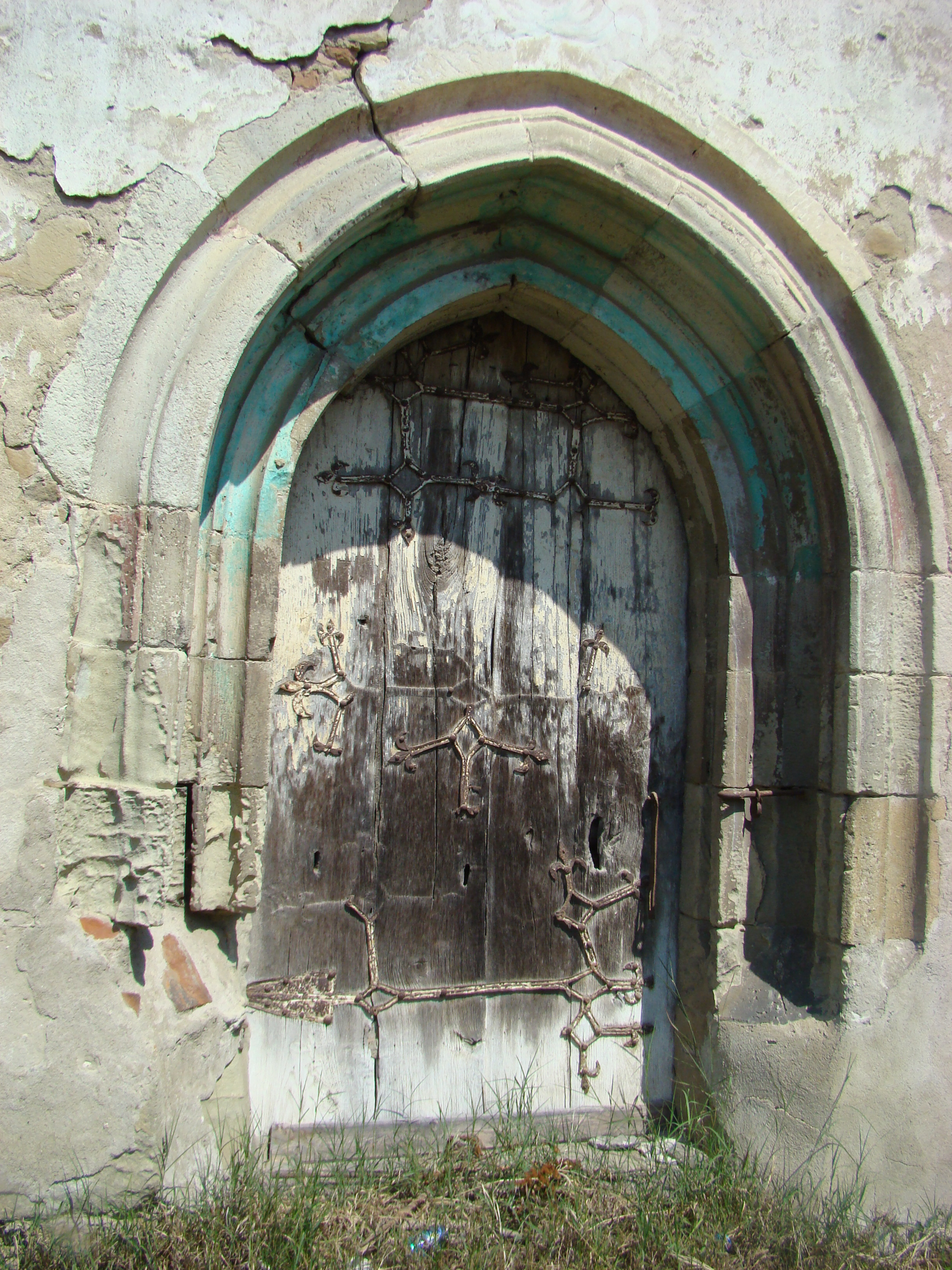
Portalul fațadei de vest

Sașii din Șmig au construit în Evul mediu o biserică, azi monument istoric, a cărei vechime coboară dincolo de granițele secolului al XIV-lea. Unii cercetători consideră ca prima biserică a fost realizată în secolul al XIV-lea, ea fiind refăcută în secolul următor. Pentru această interpretare pledează un document datat 1390, care amintește de parochialis ecclesie beatae Mariae virginis de Somogyom. Ultima intervenție substanțială asupra lăcașului de cult datează din anul 1846. 

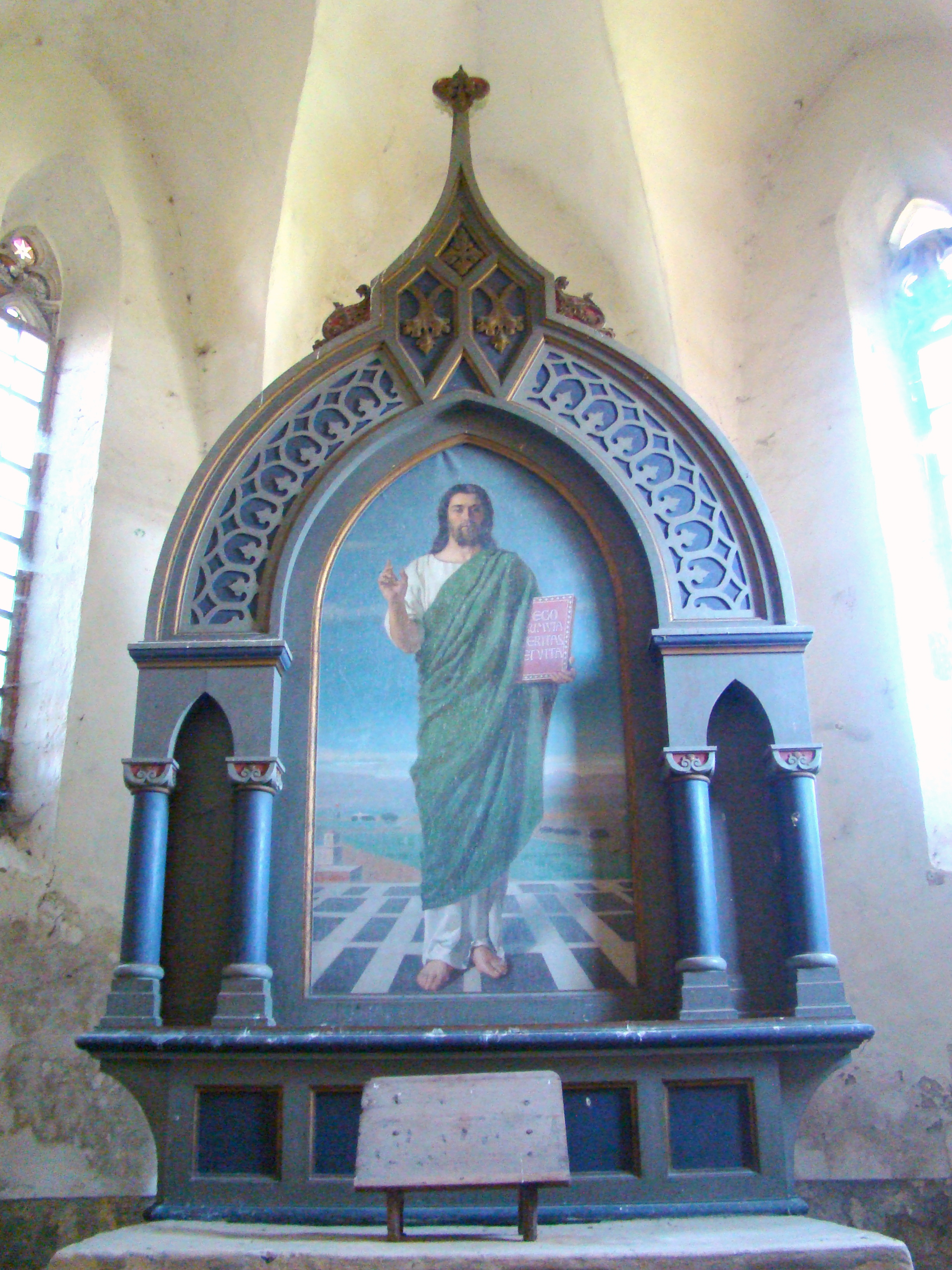
Altarul bisericii evanghelice din Smig

Realizată în stil gotic târziu, biserica fostă Sfânta Maria are formă simplă și este compusă din navă și cor. Prezintă însă o serie de particularități care-i dau autenticitate. Aceste tipuri de construcții se găsesc peste tot în lumea sașilor acolo unde constructorii mici și fără pretenții le-au înălțat. Portalul principal al fațadei de vest și cel de pe peretele sudic, terminate în arc frânt, constituie tot ce au putut realiza mai bun meșterii pietrari din această zonă. Interesant este că, în ciuda proporțiilor reduse ale bisericii, nu s-a știrbit nimic din înălțimea navei. Nava este întărită la exterior printr-o succesiune de contraforți în trepte, doi perpendiculari pe colțurile fațadei principale și câte doi pe fiecare latură. Pe peretele sudic s-au practicat două ferestre înalte și înguste, terminate în arc frânt, care valorifică armonios și simetric spațiul dintre contraforții exteriori. Corul poligonal are patru ferestre similare cu cele ale navei, terminate în arc frânt. Rozetele din partea superioară a ferestrelor corului apar în adevărata lor splendoare ornamentală, fără a sancționa în vreun fel restul construcției. Dimpotrivă, modalitatea lor de realizare oferă bisericuței din Șmig o formă superioară. Corul este neobișnuit de mic la interior, dar boltit ingenios. 

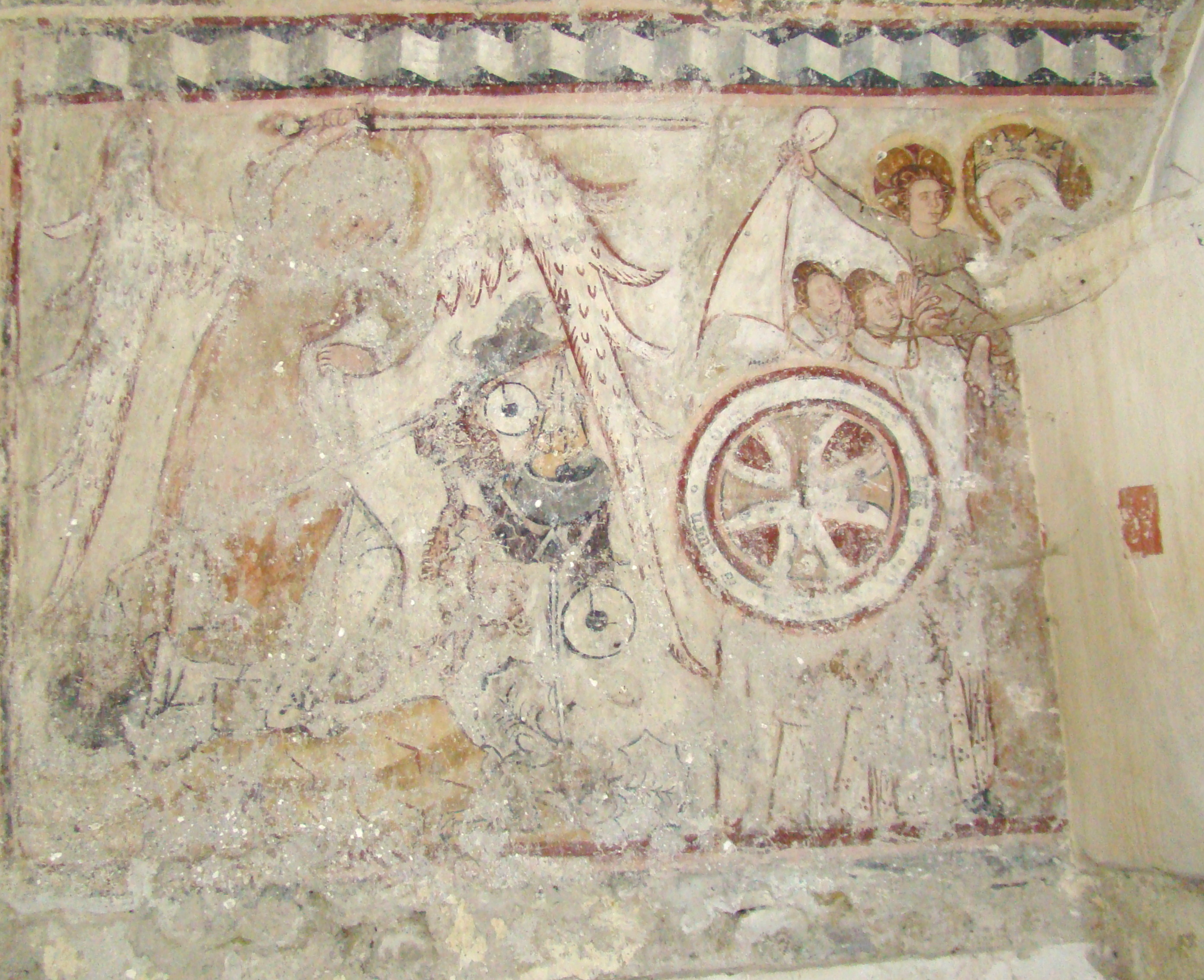
Fragment de pictură parietală decapat de sub tencuială în urma lucrărilor de renovare

Amplasarea lui mai jos decât de obicei a dus la apariția unui arc de cerc extins care îl separă de navă. Includerea unor contraforți în interiorul navei era necesară datorită extinderii bolții.
Pictura murală, care împodobea pereții interiori ai edificiului, a fost scoasă la iveală o dată cu renovarea. Din 1515-1520 datează altarul bisericii evanghelice din Șmig, aflat o vreme în patrimoniul Muzeului din Sighișoara. Din 1956 se află la Muzeul Național de Artă din București.

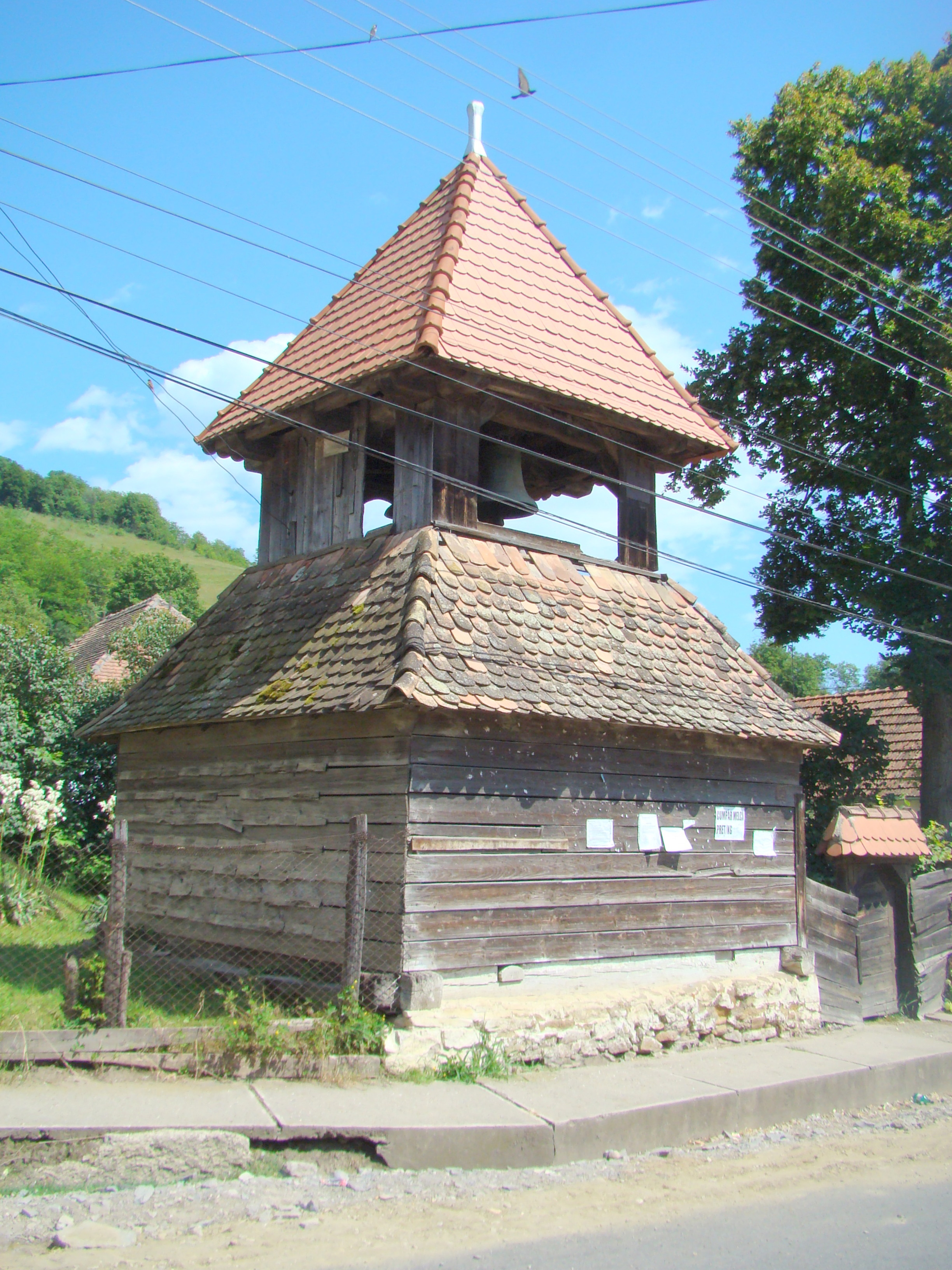
Turnul clopotniță din lemn aflat la sud de biserică

El se compune dintr-un scrin central, încadrat de două tablouri fixe, două aripi fixe, două canaturi mobile și o predelă. Scrinul conține o figură de Madonă zveltă, drapată cu o mantie dispusă în două grupuri de falduri, pornind de la brațul stâng pe care ține pruncul. Astfel, liniile converg către micul Isus. Caracteristic este că faldurile lungi, dominante, sunt întrerupte, în diferite puncte, de jocul cutelor mărunte, ecouri ale modului de realizare a drapajului din faza manierismului . Pe tablourile din jurul scrinului sunt identificabili: Sfânta Ana, Sfântul Gheorghe, Sfânta Margareta și regele Ștefan. Laturile interioare ale canaturilor poartă scenele Bunavestirea, Nașterea și Închinarea magilor. În exterior și pe laturile fixe sunt zugrăvite opt scene din Patimi: Cina, Muntele măslinilor, Biciuirea, Încoronarea cu spini, Ducerea crucii, Răstignirea, Luarea de pe cruce și Învierea. Pe predelă este reprezentată Despărțirea lui Isus de Maria, scenă așezată într-un peisaj bogat, copiat după o stampă a lui Albrecht Dürer. Interiorul bisericii găzduiește acum un altar realizat în 1909, care a înlocuit altarul din secolul al XVI-lea. În cor se află piatra funerară a lui Ioannis Tordai, cu inscripție în limba latină.
La sud de biserică se găsește un turn clopotniță din lemn, în care se păstrează două clopote medievale databile în secolul XVI. Ele sunt adevărate capodopere artistice pentru puterea de producție din acea vreme. Pe unul dintre ele s-a scris în relief, cu majuscule O rex gloriae veni cum. Tot la sud de lăcașul de cult se află clădirea fostei școli confesionale evanghelice, azi biserică greco-catolică, și casa parohială construită, în 1871, de meșterul Johann Gunn, cu sprijinul Asociației Gustav Adolf, așa cum reiese de pe placa aflată pe fațada vestică. Dintr-un inventar al bisericii luterane, reiese că, în 30 noiembrie 1928, parohia deținea în lăcașul de cult o strană, 14 bănci, patru lustre, un harmonium, un potir și un pahar iar în școală trei bănci, o hartă și patru tablouri.
Pastorii care au slujit în biserica evanghelică din această comunitatea în primul secol de la reforma religioasă sunt vag cunoscuți. Documentele păstrate amintesc de Johann Zingeli, prin anul 1675, Johann Czekelius - 1681, Michael Weber - 1694 și Michael Henrici - 1708. Acesta din urmă a murit în acest an - 1708. După această dată, șirul lor este cunoscut cu certitudine. Lui Michael Henrici îi urmează Johann Fabritius, care activează la biserica din Șmig în perioada 1708-1711, după ce anterior a fost diacon. Predicatorul Daniel Heinrichius vine la biserica evanghelică din Șmig în anul 1711 și rămâne până la moartea sa, survenită în anul 1744. Este urmat de Thomas Gutt I (1744-1759) și Thomas Gutt al II-lea (1759-1769). În perioada următoare pastori ai bisericii evanghelice au fost Johann Bell1770-1775), Stefan Schuster (1775-1776), Stefan Seivert (1776-1783). Daniel Schmidt, care își începe activitatea în comunitatea evaghelică în 1784 și rămâne în Șmig până în 1817. După el, activează perioade mai scurte Michael Zenn (1817-1823) și Johann Keltermann (1823-1830). Următorii doi s-au aflat în fruntea comunității evanghelice până la moartea lor: Martin Caspari (1830–23.07.1853) și Michael Jobi (1853-05.09.1867). Ultimii doi pastori care și-au legat numele de Șmig sunt Johann Schuster (1867-1881) și Andreas Mild (1881-1901). Cel din urmă a activat înainte de a veni la Șmig în Giacăș și Mediaș. Ca filie a parohiilor din Bratei și apoi din Dârlos, comunitatea evanghelică din Șmig a fost păstorită în perioada interbelică de preoții Michael Orendi și Martin Bucholzer. Epitrop a fost Wilhelm Seiler, iar curator Gustav Müller.

## Obiectiv memorial

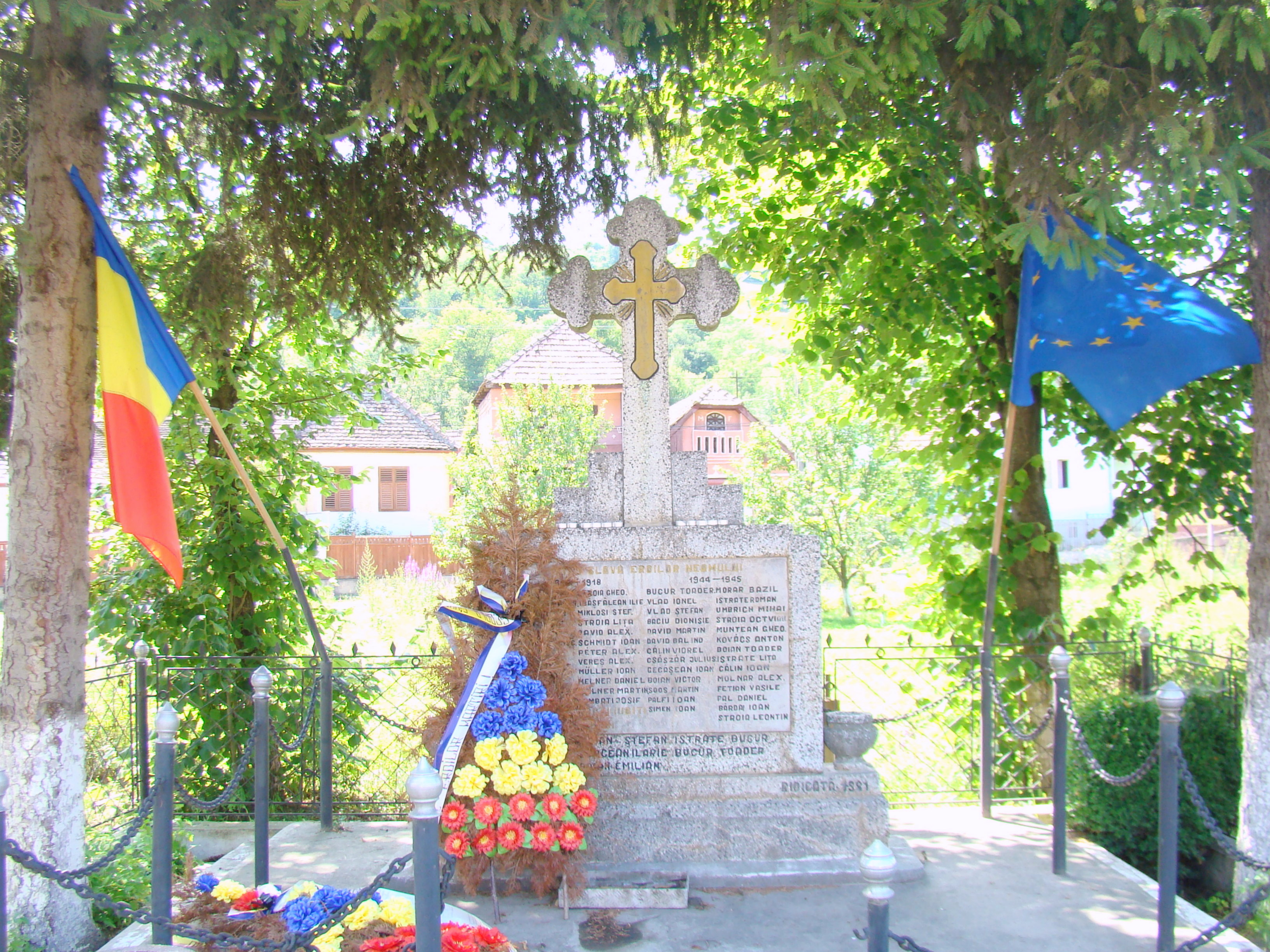
Monumentul eroilor din cele două războaie mondiale

Monumentul eroilor din primul și al doilea război mondial din satul Șmig este o cruce comemorativă așezată pe strada principală, în apropierea bisericii ortodoxe Sfântul Petru și Pavel. A fost ridicată în anul 1981, la inițiativa localnicilor Ștefan Boian, Istrate Bucur, Ilarie Curcean, Toader Bucur și Emilian Boian. Monumentul este realizat din beton mozaicat și este împrejmuit cu un gard din metal. Sub inscripția Întru slava eroilor neamului au fost trecute două liste cu numele eroilor din primul și al doilea război mondial. Eroii satului Șmig căzuți pe front în prima conflagrație mondială au fost: Avram Rațiu, Toader Muntean, Peter Martin, Minu Istrate, Pál Andreas, Simen Francisc, Ioan Man, Iustin Man, Axente Boian, Gheorghe Boian, Iosif Vereș, Ioan Țiței, Gheorghe Stroia, Ilie Ibășfălean, Miklosi Istvan, Liță Stroia, Alexandru David, Johan Schmidt, Alexandru Peter, Alexandru Vereș, Johann Müller, Daniel Melner, Martin Melner, Sombati Iosif. Monumentul eroilor din două războaie mondiale din satul Giacăș a fost amenajat în vecinătatea bisericii ortodoxe. Pe placa comemorativă au fost înscriși Ionuț Bleahu, Maxim Coldea, Géza Kovács, Niculae Damian, Costică Duca, Ioan Galea, Vasile Galea, Ștefan Istrate, Tănase Muntean, Toader Rotar, Pompei Savu, Tănase Stoica, Victor Stoica, Irofim Suciu, Ilie Vamoșiu, Dionisie Vebăr, Ioan Vebăr, Ștefan Vebăr, Ștefan Virca, Hanni Wiesel.

## Imagini

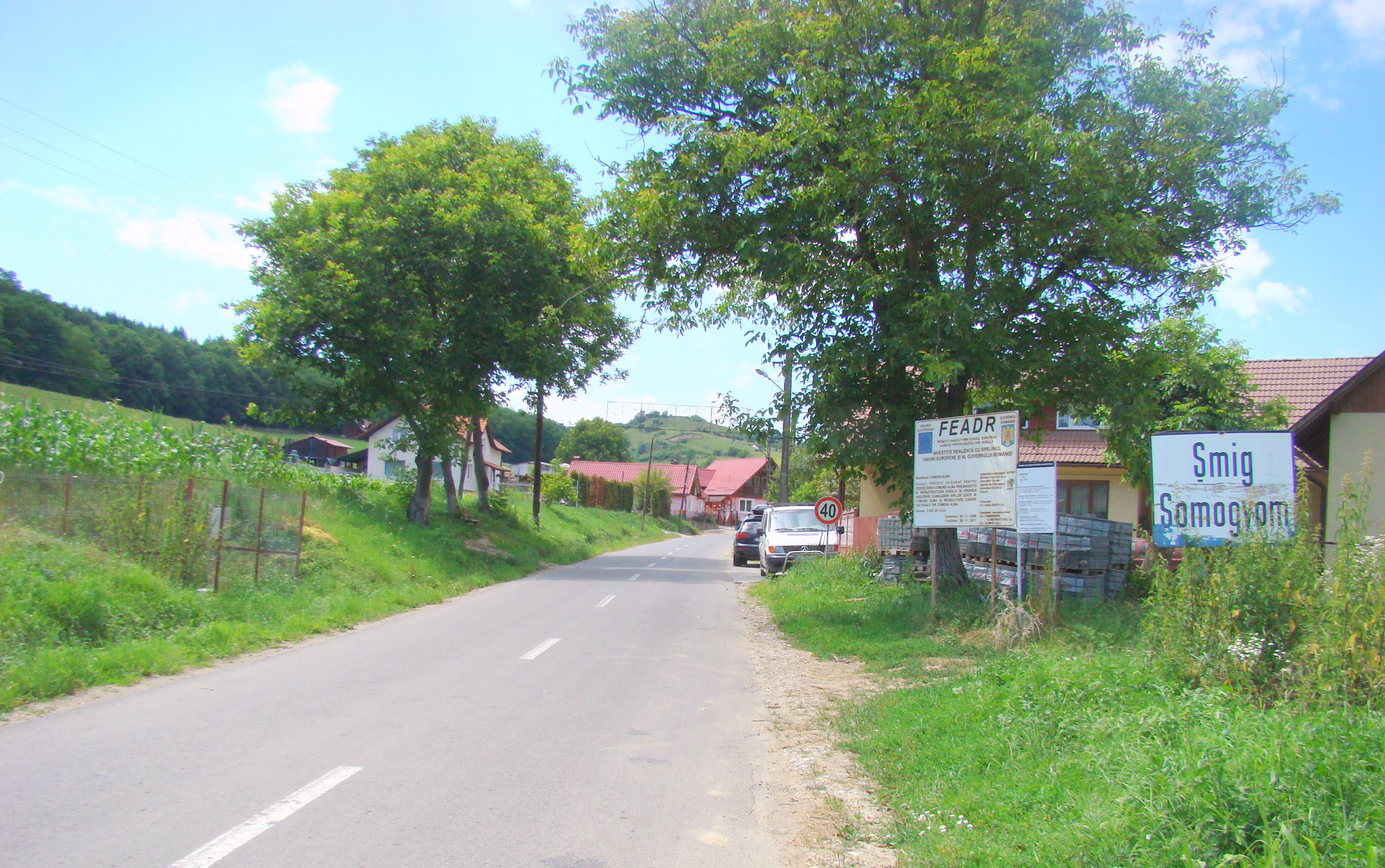
Intrarea în localitate
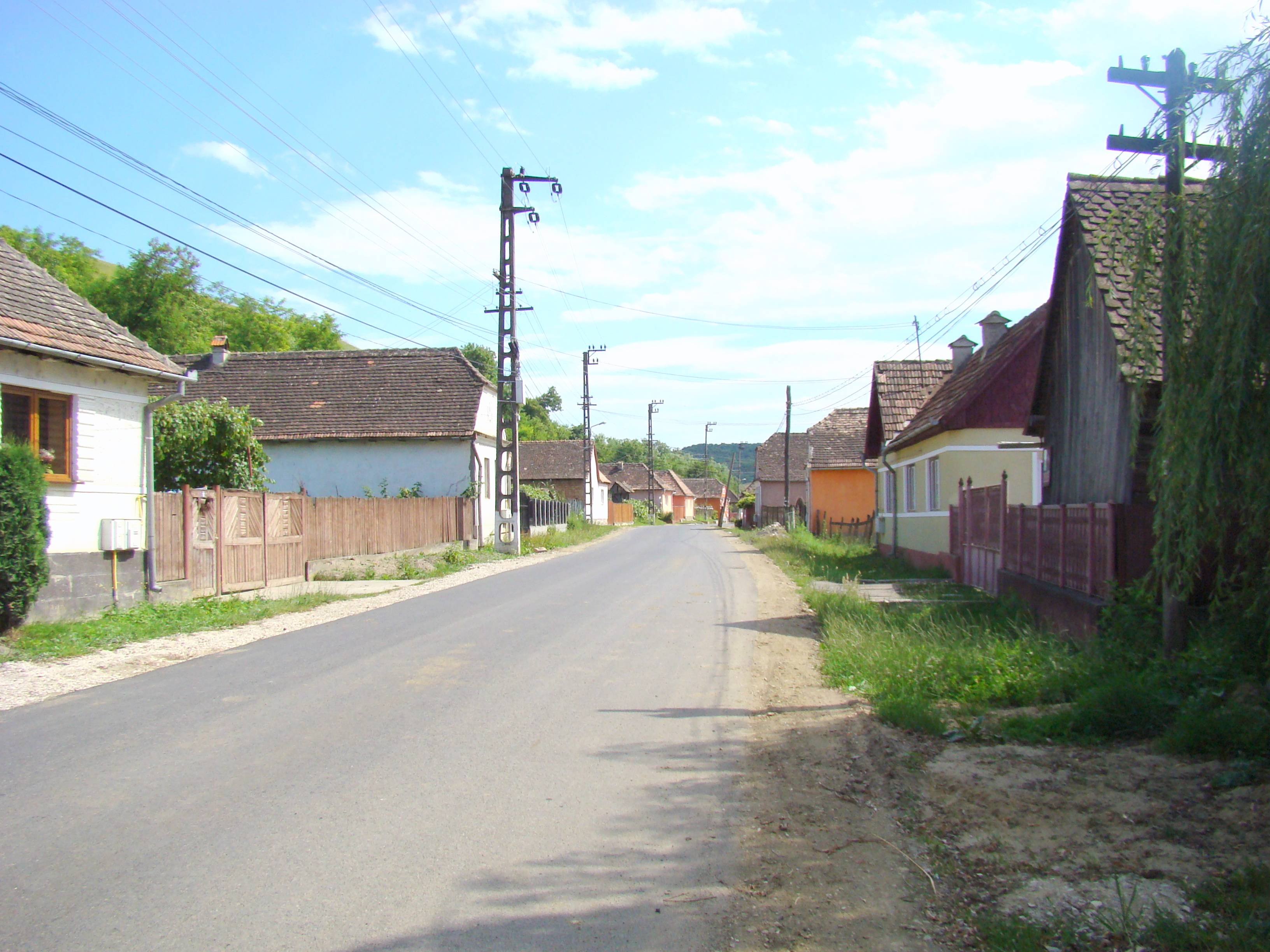
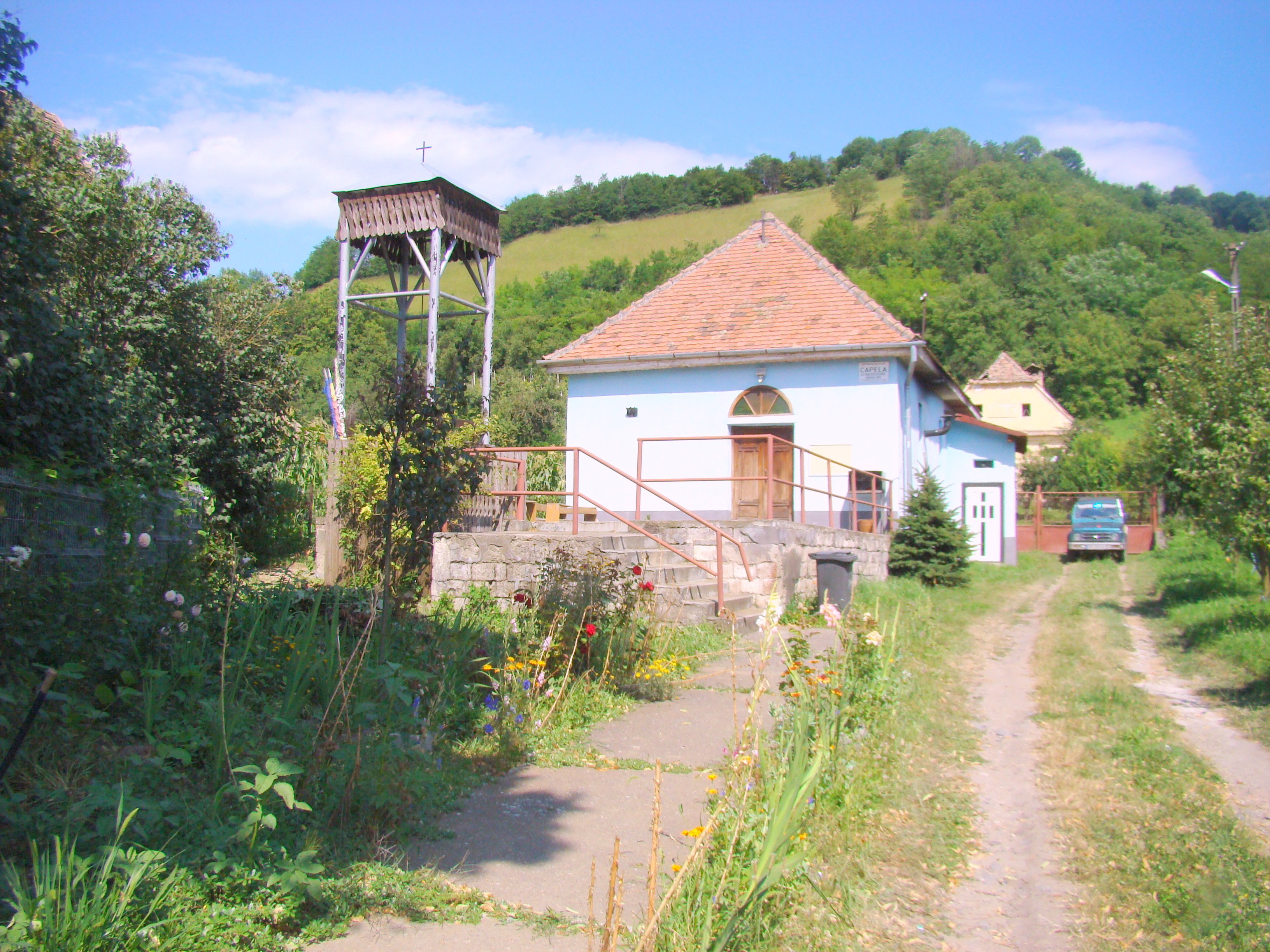
Capela greco-catolică
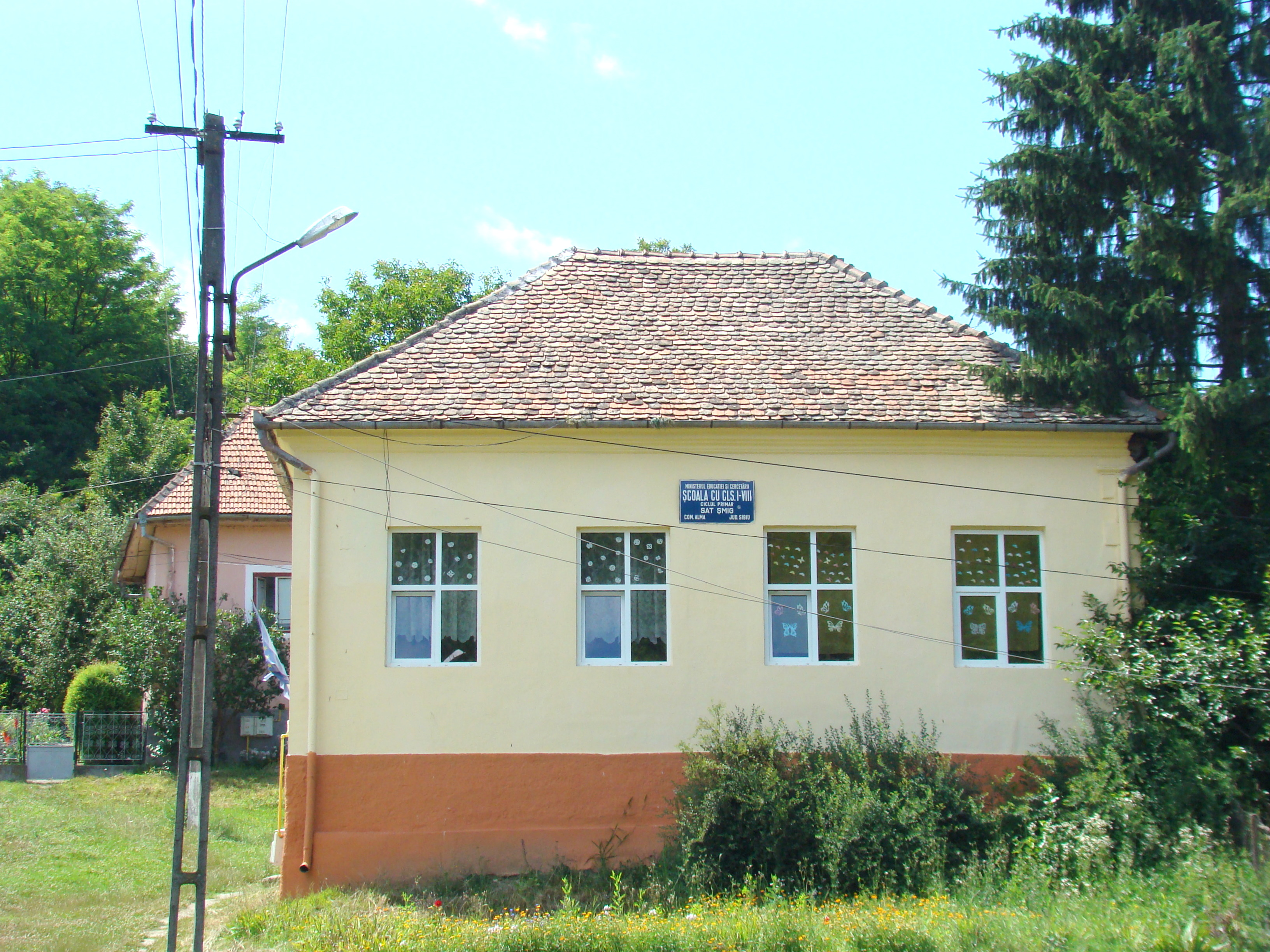
Școala
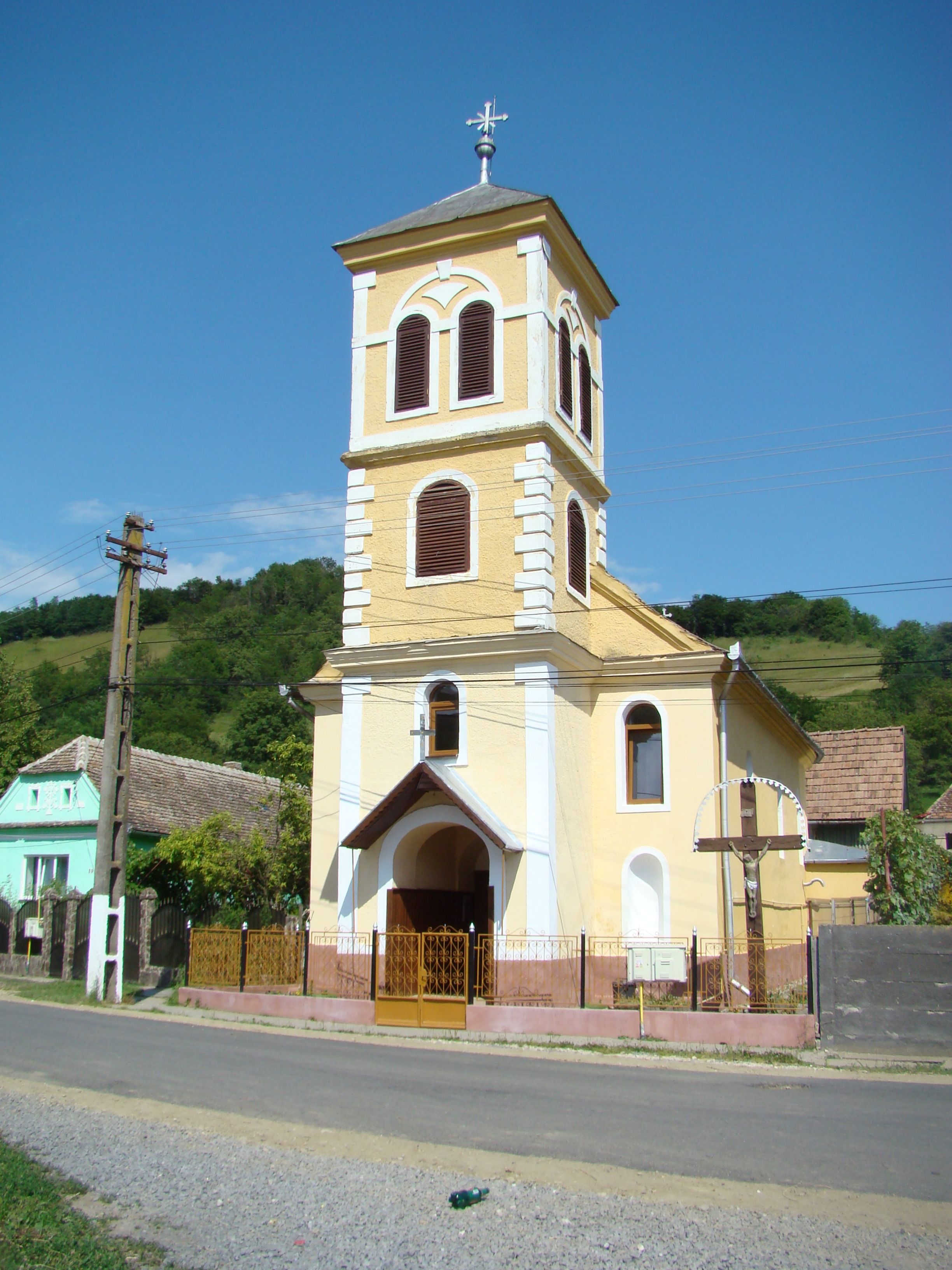
Biserica romano-catolică „Sfântul Ladislau Rege” (1822)
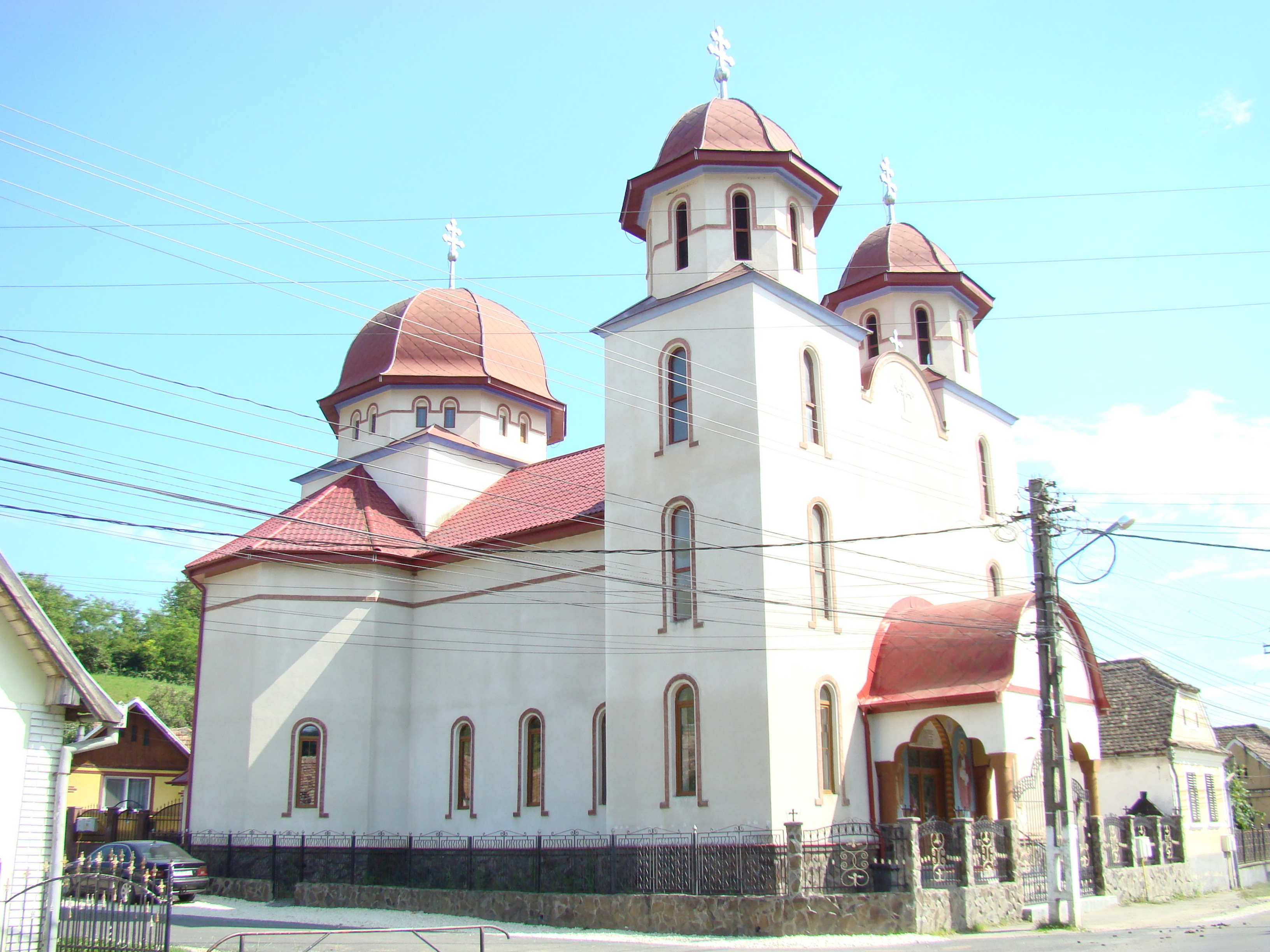
Biserica ortodoxă „Sfinții Apostoli Petru și Pavel”
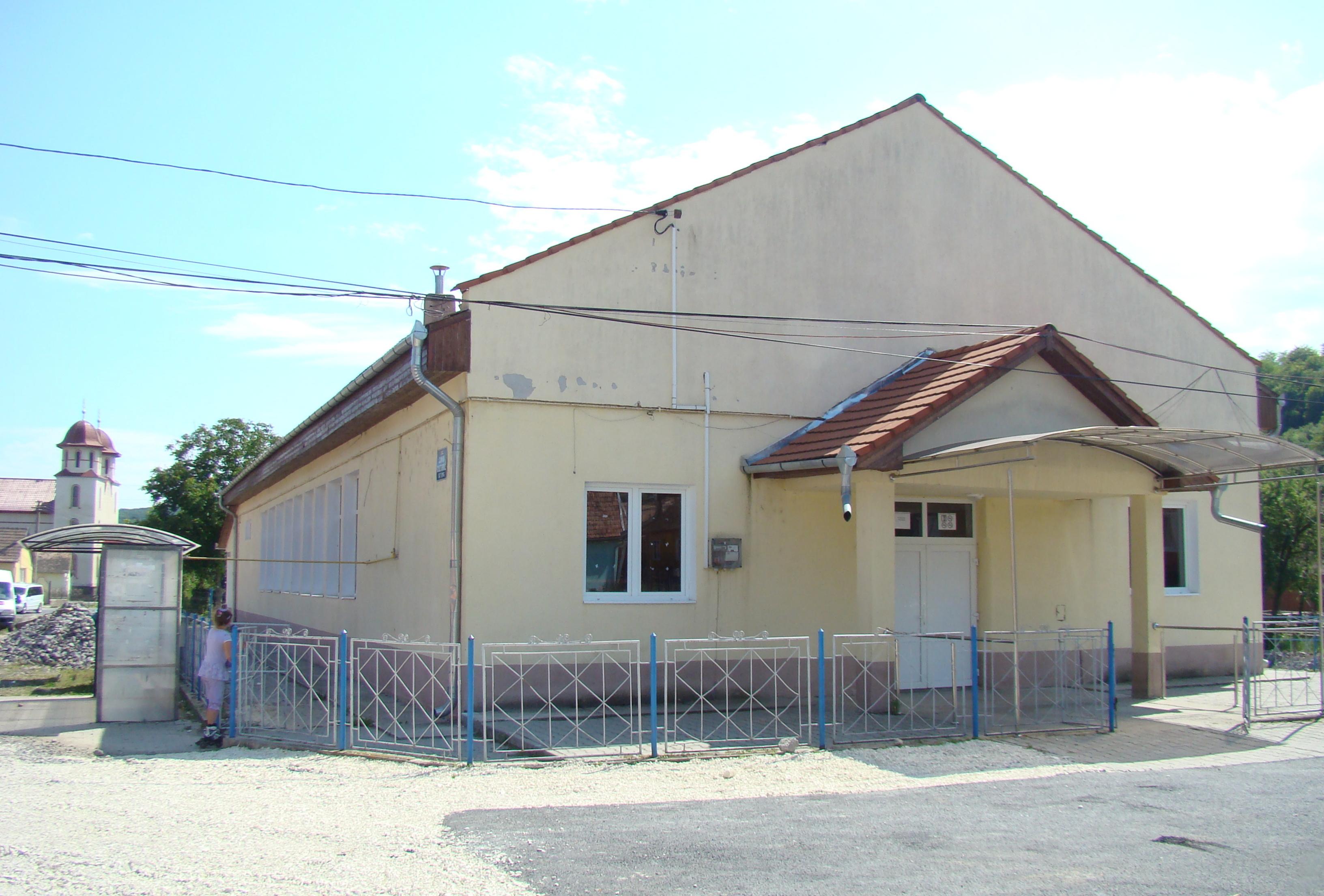
Căminul cultural
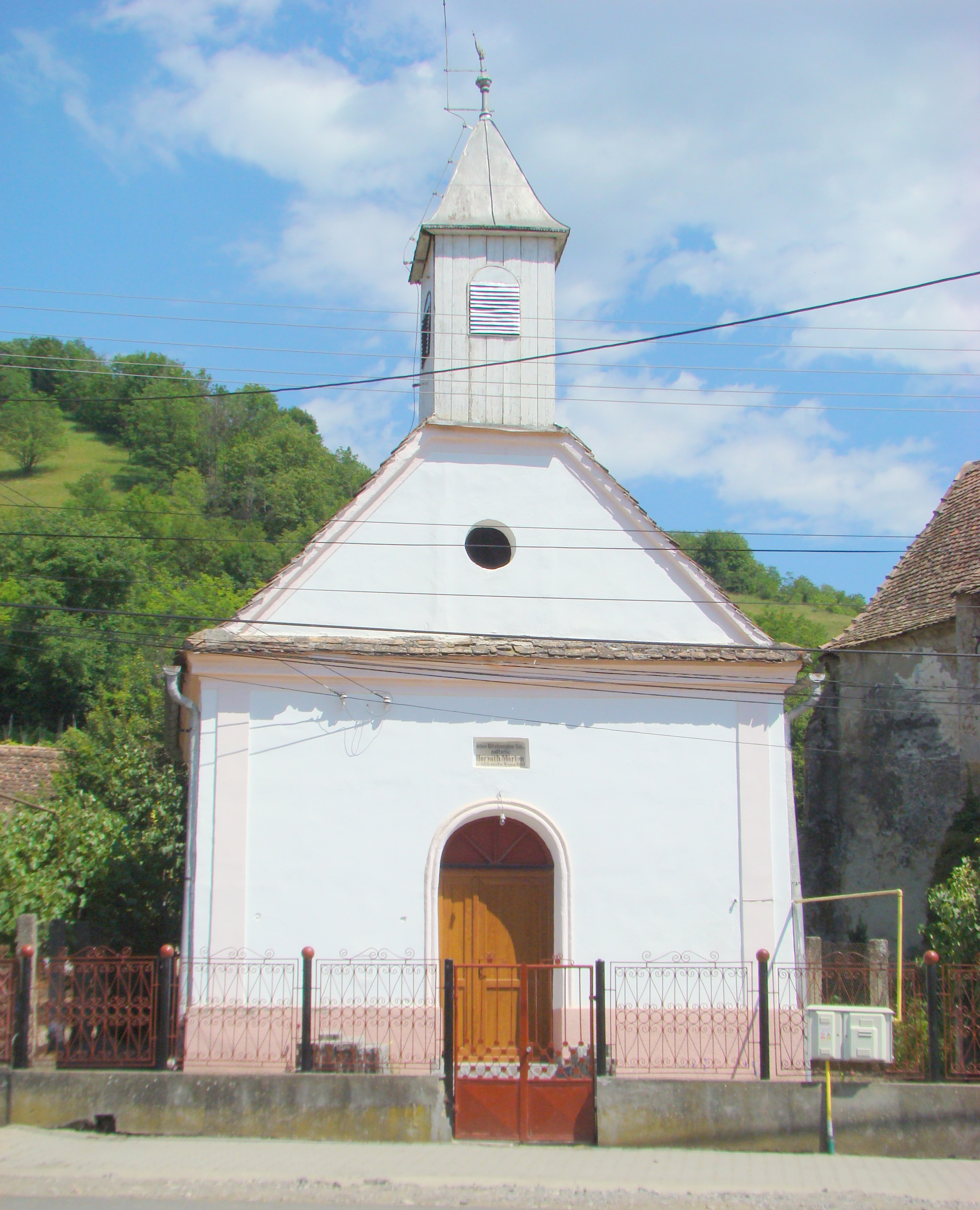
Biserica reformată (1864)
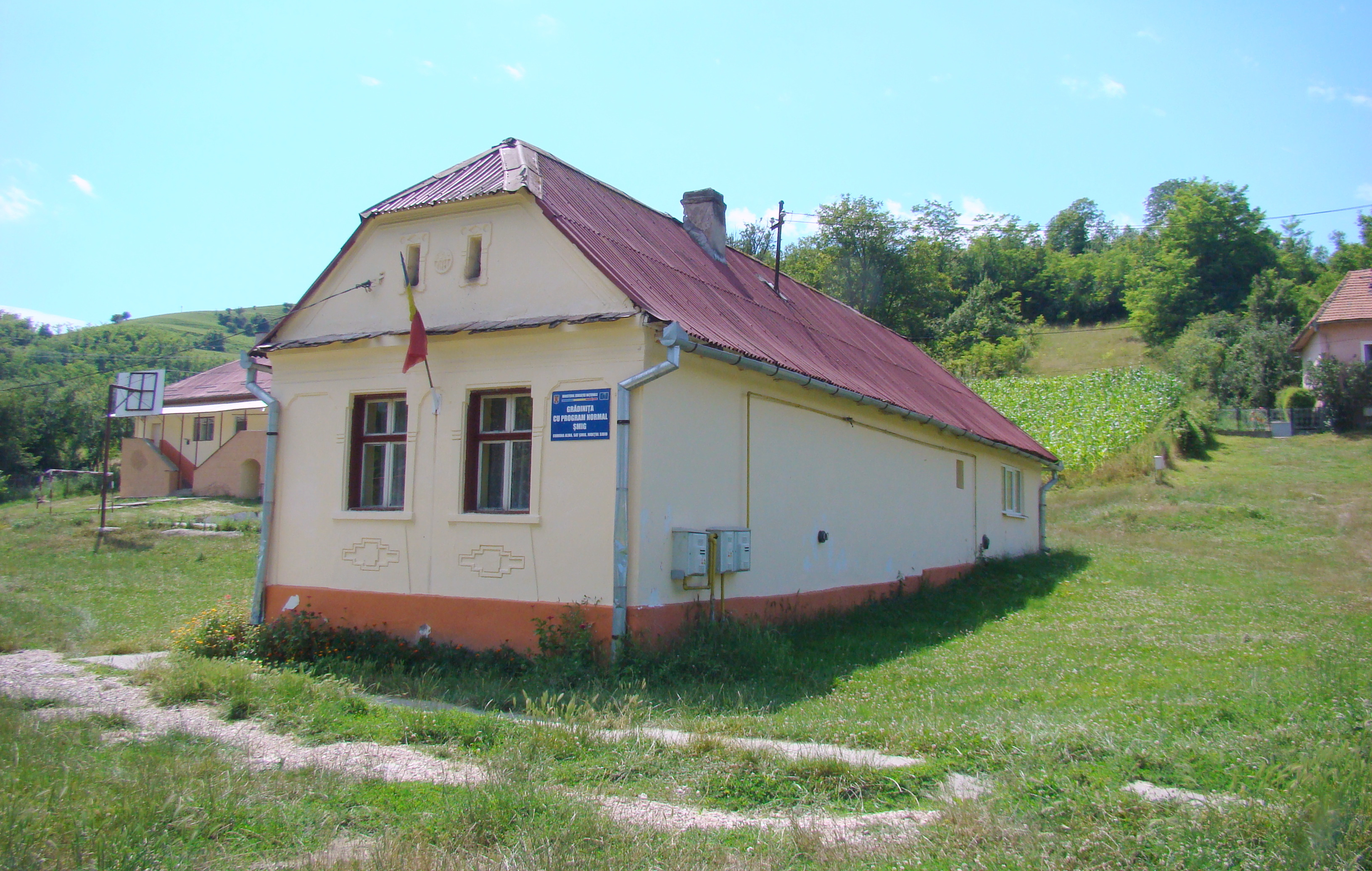
Grădinița
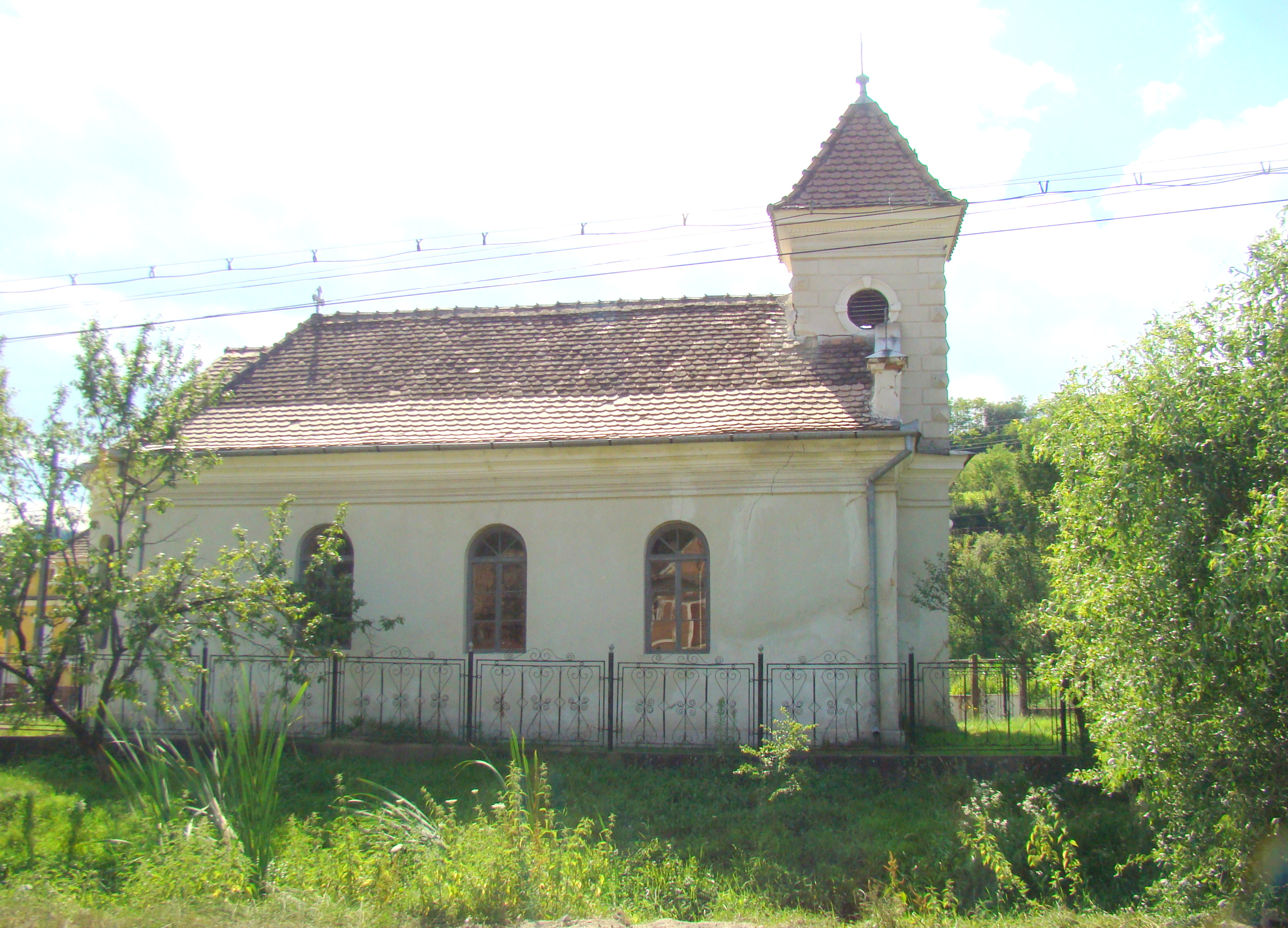
Biserica ortodoxă „Sfânta Treime”
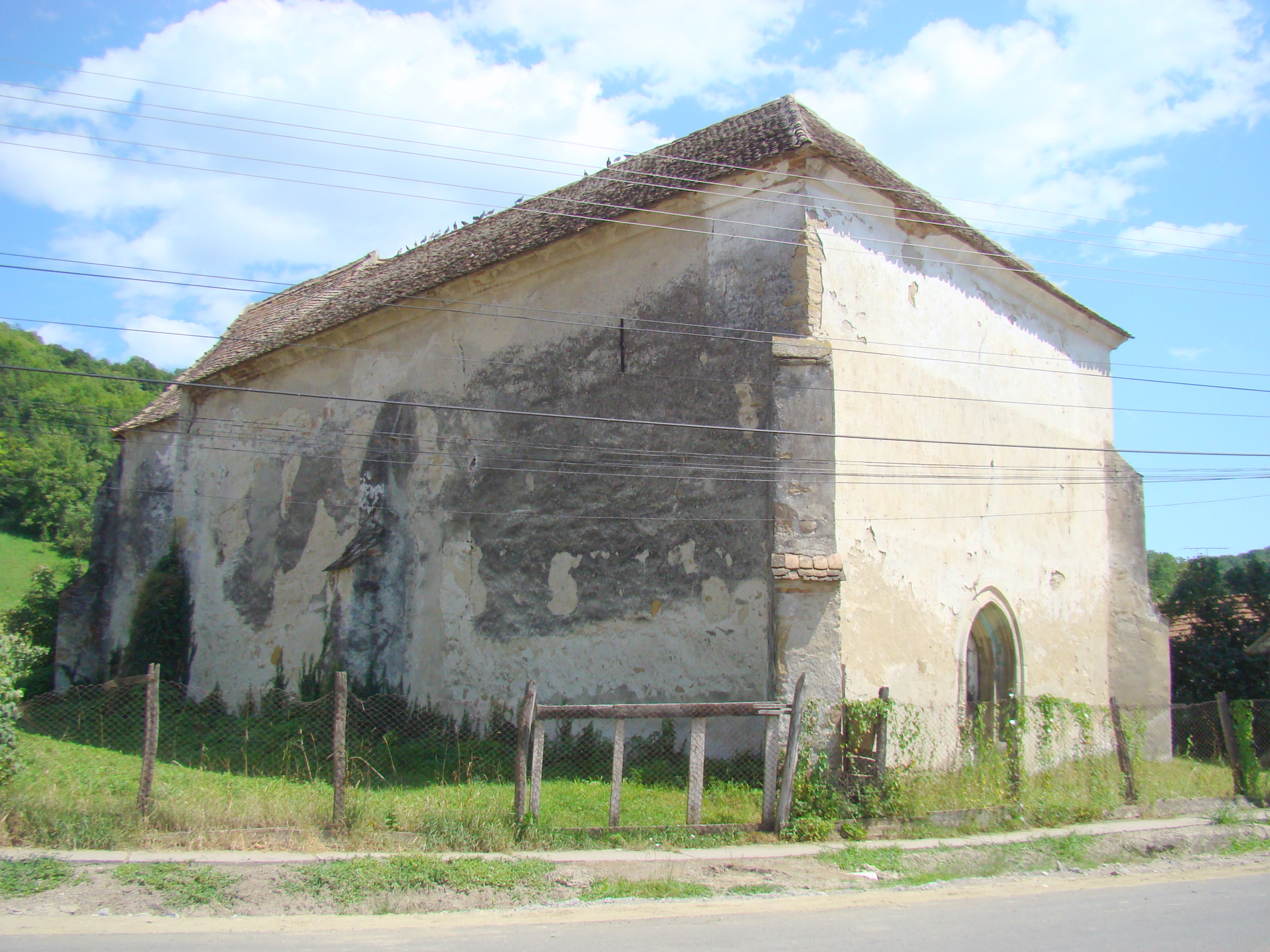
Biserica evanghelică (monument istoric)